# IAI Harop
IAI Harop – izraelski, bezzałogowy aparat latający (UAV - Unmanned Aerial Vehicle), będący rozwinięciem innego produktu firmy Israel Aerospace Industries, IAI Harpy. Harop ma 23-kilogramową głowicę bojową przeznaczoną do niszczenia stacji radiolokacyjnych. Rodzaj amunicji krążącej.

## Historia
Aparat różni się od swojego poprzednika większym rozmiarem, posiada skrzydła o większej rozpiętości oraz wydłużoną część nosową na której zamontowane jest usterzenie poziome. Harop startuje z kontenera transportowego przy użyciu przyspieszaczy startowych. Nośnikiem obok transporterów kołowych mogą być również okręty a producent oferuje możliwość przystosowania do przenoszenia przez samoloty. Na skrzydle, w tylnej części aparatu, umieszczony jest silnik napędzający dwułopatowe śmigło pchające. W skład wyposażenia wchodzi głowica obserwacyjna POP-250, wyposażona w kamerę światła dziennego i kamerę termowizyjną, bierny układ naprowadzania na źródła promieniowania radarowego. Dzięki takiej konfiguracji wyposażenia Harop jest zdolny do zwalczania celów ruchomych lub atakowania niedziałających ale zidentyfikowanych stacji radarowych.  Nowa konstrukcja płatowca, w porównaniu do wcześniejszego Harpy, pozwoliła na zwiększenie długotrwałości lotu do 6 godzin oraz zasięgu, rzędu 1000 km. W przypadku braku celów do porażenia, aparat powraca do wyznaczonego obszaru skąd jest odzyskiwany i używany ponownie w kolejnej misji. 

## Służba
Aparat znalazł się na wyposażeniu Indyjskich Sił Zbrojnych, które zostały jego pierwszym oficjalnym użytkownikiem, Azerbejdżańskich Sił Zbrojnych, będących drugim oficjalnym użytkownikiem oraz Tureckich Sił Zbrojnych. Azerbejdżan był pierwszym krajem, który użył swój system w realnym konflikcie. Aparat został po raz pierwszy użyty bojowo w marcu 2016 roku podczas walk prowadzonych w konflikcie azersko-armeńskim o Górski Karabach. Azerbejdżańskie Haropy wykorzystywane były w roli amunicji krążącej jak również, dzięki głowicy obserwacyjnej, w roli bezzałogowych maszyn rozpoznawczo-obserwacyjnych. Co najmniej jeden aparat został zestrzelony przez stronę ormiańską. W 2005 roku Harop zaoferowany został British Army w ramach ogłoszonego przez nią programu  Loitering Munition Capability Demonstration. Jego celem było pozyskanie amunicji zdolnej do rażenia celów punktowych w odległości do 150 km od własnych, wysuniętych pozycji. Inicjatorem pozyskania tego typu rozwiązania było zaangażowanie brytyjskiej armii w działania w Afganistanie. Ostatecznie Wielka Brytania opracowała własny system amunicji krążącej - Fire Shadow. W 2011 roku Harop wziął udział w testach w Niemczech w ramach rozpoczętego w tym kraju w 2009 roku programu WABEP (Weapons System for Standoff Engagement of Individual and Point Targets). W ramach prób, aparat z powodzeniem współpracował z samolotem bezzałogowym KZO. KZO wykorzystywany był do rozpoznania, wykrycia i identyfikacji celu. Dane o jego położeniu przekazywane były do systemu kontroli misji Harop, który przejmował rozpoznanie i wykonywał atak..
W nocy z 6 na 7 maja 2025 roku siły zbrojne Indii rozpoczęły operację Sindur. Operacja była indyjskim odwetem, za przeprowadzony 22 kwietnia 2025 roku w Pahalgamie atak terrorystyczny. Ataku dokonał dążący do przyłączenia kontrolowanej przez Indie części Kaszmir do Pakistanu Front Oporu, powiązany zdaniem indyjskiej strony z pakistańskim wywiadem wojskowym Inter-Services Intelligence (ISI). Celem powietrznego ataku były położone w dziewięciu lokalizacjach szkoły koraniczne, które Indie postrzegają jako komórki kontaktowe ekstremistów z ISI. Dzień później, w nocy z 7 na 8 maja Pakistan dokonał uderzenia odwetowego, atakując indyjskie instalacje wojskowe. Równolegle Indie przeprowadziły kontratak z użyciem między innymi amunicji krążącej typu Warmate, Harop, Hero, SkyStriker, Nagastra.